# Odprto prvenstvo Avstralije 1975
Odprto prvenstvo Avstralije 1975 je teniški turnir, ki je potekal med 21. decembrom 1974 in 1. januarjem 1975 v Melbournu.

## Moški posamično
John Newcombe :  Jimmy Connors, 7–5, 3–6, 6–4, 7–6 (9-7)

## Ženske posamično
Evonne Goolagong Cawley :  Martina Navratilova, 6–3, 6–2

## Moške dvojice
John Alexander /  Philip Dent :  Bob Carmichael /  Allan Stone, 6–3, 7–6

## Ženske dvojice
Evonne Goolagong Cawley /  Peggy Michel :  Olga Morozova /  Margaret Court, 7–6, 7–6